# Revue d’histoire ecclésiastique
Revue d'histoire ecclésiastique (RHE) ist eine peer-reviewed Zeitschrift im Fachbereich Kirchengeschichte.
Die Zeitschrift gehört zu den renommiertesten in ihrem Fach. Sie wird seit dem Jahr 1900 an der Universität Löwen herausgegeben; Gründer war Alfred Cauchie. Die vom Ersten Weltkrieg verursachte Unterbrechung war mit der Lieferung des Jahres 1921 beendet. Heute erscheint sie als Vierteljahresschrift und wird seit 2013 von Mathijs Lamberigts herausgegeben. 
Die Aufsätze sind überwiegend in französischer Sprache verfasst, aber beschäftigen sich inhaltlich mit dem internationalen kirchengeschichtlichen Diskurs. Die Literaturberichte und Rezensionen der Zeitschrift sind ein Alleinstellungsmerkmal und lassen die Zeitschrift folglich als einmalig einordnen; kein anderes Periodikum kann mit dem Umfang und der fachlichen Kompetenz der Buchbesprechungen konkurrieren.